# Portimão 6-timmars
Portimão 6-timmars är en långdistanstävling för sportvagnar som körs på Autódromo Internacional do Algarve i portugisiska Portimão.
Tävlingen ingår i FIA World Endurance Championship och kördes första gången säsongen 2021.

## Vinnare
| År                | Förare                                          | Bil                 | Mästerskap                       |
| Distans: 8 timmar | Distans: 8 timmar                               | Distans: 8 timmar   | Distans: 8 timmar                |
| ----------------- | ----------------------------------------------- | ------------------- | -------------------------------- |
| 2021              | Sébastien Buemi Brendon Hartley Kazuki Nakajima | Toyota GR010 Hybrid | FIA World Endurance Championship |
| 2022              | Ingen tävling                                   | Ingen tävling       | Ingen tävling                    |
| Distans: 6 timmar |                                                 |                     |                                  |
| 2023              | Sébastien Buemi Brendon Hartley Ryō Hirakawa    | Toyota GR010 Hybrid | FIA World Endurance Championship |